# PPN Grdani
Die PPN Grdani (kroatisch für Die Hässlichen, Hässliche Gegner) war eine Spezialeinheit des Kroatischen Verteidigungsrats (HVO) während des Bosnienkriegs (1992–1995). Die Einheit wurde in Čitluk aufgestellt und war dort stationiert. Die Einheit war später dem HVO-Hauptquartier unterstellt und in schwierigen Gefechtslagen eingesetzt.

## Geschichte
Im April 1992 bildeten sich die Grdani als sogenannter unabhängiger Zug (Samostalni vod) aus 22 Freiwilligen aus Čitluk, nämlich Zdenko Vidović (Kommandeur), Stanko Turudić, Marin Vidić, Robert Čarapina, Ronald Planinić, Renato Prusina, Marinko Kikaš, Tihomir Šarac, Josip Sivrić, Goran Turudić, Dražen Planinić, Gordan Živković, Mario Barbarić, Hrvoje Iličić, Dragan Ostojić, Dragan Jerkić, Željko Šakota, Darko Bevanda, Jozo Bulić, Nikola Ćavar, Miroslav Zubac und Boris Planinić.
Die Einheit nahm Anfang Juni 1992 an der Operation Lipanjske zore teil, einer Offensive gegen die Jugoslawische Volksarmee und die Streitkräfte der Republika Srpska, bei der die kroatischen Kräfte die Kontrolle über das mehrheitlich von Kroaten und Bosniaken bewohnte Gebiet um Mostar gewannen. So nahm die Einheit an der Eroberung der Mostarer Stadtgebiete Rodoč, Jasenica und Buna teil.
Später übernahm Mario Zovko-Cvika von Jozo Soldo-Štruca das Kommando.
Nach der Operation Lipanjske zore wurde die Einheit als Interventionseinheit (Interventni postrojba) der Operationszone Südöstliche Herzegowina des HVO zugeteilt. Ihr Einsatzgebiet lag um Gnojnice, Blagaj und Buna. In Kämpfen mit serbischen Einheiten hatte die PPN Grdani zu diesem Zeitpunkt acht Leichtverletzte.
Danach nahm die Einheit Anfang November 1992 an der Operation Bura teil und konnte dabei den Hügel Kozjak verteidigen.
Die Einheit hatte während des Krieges sieben Gefallene zu beklagen.

## Quelle
- Karlo Rotim: Obrana Herceg-Bosne [Die Verteidigung von Herceg-Bosna]. Band 2. Široki Brijeg 1998, 2.1.2. Obrana Čitluka, S. 83 f., 86.